# Emily Faithfull
Emily Faithfull (Headley, Surrey, 27 de maig de 1835 – Manchester, 31 de maig de 1895), impressora, editora i periodista britànica, fou una decidida militant pels drets de les dones.

## Biografia
Emily Faithfull va néixer a Headley Rectory, al comtat de Surrey. Era la filla petita del reverend Ferdinand Faithfull i d'Elisabeth Mary Harrison. Faithfull va estudiar a l'escola de Kensington. Es va interessar per les condicions de vida de les dones obreres, i va treballar per millorar les seves activitats, fins aleshores força limitades.
Al 1859 es va unir a les dones del Grup Langham Place, que defensaven la reforma legal, educativa i laboral per a les dones, amb les quals va fundar la Society for Promoting the Employment of Women. En formaven part, entre d'altres, Barbara Bodichon, Jessie Boucherett, Emily Davies o Bessie Rayner Parks; Emily Faithfull n'era la secretària.
El 1860 va posar en marxa una impremta per a dones a Londres, The Victoria Press. Fins al 1866 publicà el periòdic feminista English Woman's Journal. Des de 1863 fins a 1881 va publicar el Victoria Magazine, que tenia una periodicitat mensual.
Faithfull i la seva impremta guanyaren ràpidament la reputació de produir un excel·lent treball, i esdevingué impressora i editora autoritzada per la reina Victòria del Regne Unit. No només va escriure per a la revista Victoria Magazine, sinó també per a altres mitjans, com The Lady's Pictorial i la Gaceta del Pall Mall.
Emily Faithfull va ser una de les primeres dones a unir-se a la Women's Trade Union League fundada el 1875 per Emma Paterson. El 1872 va fer la seva primera visita als Estats Units, on va pronunciar diverses conferències. Hi va tornar el 1882 i el 1883-4, i després escrigué Three Visits to America (1884). També va publicar una novel·la, al 1868, Change Upon Change, en què defensa la necessitat de l'educació de les dones. El 1874 va participar en l'establiment de la Women's Printing Society i al 1877, en la fundació del West London Express.